# Poecilocloeus spatulifer
Poecilocloeus spatulifer är en insektsart som beskrevs av Marius Descamps 1980. Poecilocloeus spatulifer ingår i släktet Poecilocloeus och familjen gräshoppor. Inga underarter finns listade i Catalogue of Life.